# Richard Dreyfuss
Pour les articles homonymes, voir Dreyfuss.
Richard Dreyfuss (crédité au début de sa carrière sous son nom de naissance Richard Stephen Dreyfuss), né le 29 octobre 1947 à New York dans l'État de New York, est un acteur américain.
Il est notamment connu pour ses rôles principaux dans Les Dents de la mer et Rencontres du troisième type, deux films réalisés par Steven Spielberg, mais il est également apparu dans de multiples autres films, téléfilms et pièces de théâtre. Il a reçu de nombreux prix dont un Golden Globe Award, un BAFTA Award ainsi que l'Oscar du meilleur acteur en 1978, à seulement trente ans, pour son rôle dans Adieu, je reste.
Sa période d'or se situe entre 1973 et 1987. Après cette date, sa carrière sera plus discrète, surtout après le demi-échec en 1989 du film Always, également réalisé par Spielberg.

## Biographie

### Jeunesse
Richard Dreyfuss naît à New York dans le quartier de Brooklyn, au sein d'une famille juive. À l'âge de neuf ans, alors qu'il emménage avec ses parents à Los Angeles, il développe une passion pour le métier de comédien.
Pendant la guerre du Viêt Nam, il est objecteur de conscience.

### Carrière
Après de petits rôles au théâtre et à la télévision, c'est en 1973 que Richard Dreyfuss se fait connaître du grand public dans le film American Graffiti réalisé par George Lucas, qui dépeint la jeunesse américaine rock 'n' roll du début des années 1960. L’acteur y apparaît aux côtés de stars montantes que sont alors Harrison Ford et Ron Howard.
En 1975, il joue le rôle du biologiste Hooper dans Les Dents de la mer (Jaws) de Steven Spielberg, adaptation d'un best-seller de Peter Benchley paru en 1974, où un grand requin blanc terrorise les côtes d'une bourgade de l'État de New York. Le film est un gigantesque succès à sa sortie et lance la mode des films estivaux de type blockbuster.
En 1977, il retrouve Spielberg pour Rencontres du troisième type (Close Encounters of the Third Kind) aux côtés de François Truffaut. Il joue le rôle de Roy Neary, un réparateur de ligne à haute tension fasciné par la vie extraterrestre après une bouleversante rencontre avec un OVNI sur une route de l'Indiana.

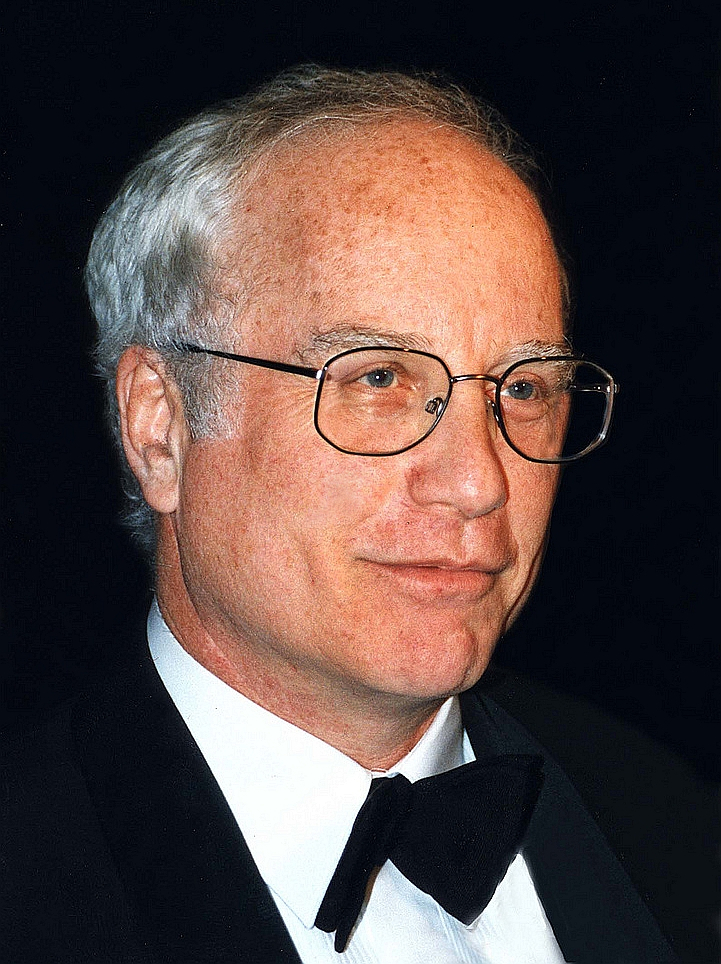
Richard Dreyfuss en 1997.

Un an plus tard, il remporte l'Oscar du meilleur acteur pour son rôle dans Adieu, je reste de Herbert Ross.
Par la suite, l'acteur devient dépendant de la cocaïne et, après une arrestation et un accident de voiture, décide de se faire soigner. Il fait un retour réussi au cinéma dès 1986 avec Le Clochard de Beverly Hills, Stand by Me (adaptation d'un roman de Stephen King) ou encore Deux Dollars sur un tocard.
En 1989, il retrouve Steven Spielberg pour la troisième fois de sa carrière avec Always, film où joue notamment l'actrice Audrey Hepburn. Il y incarne un pompier aérien, mort dans un accident d'avion, qui « survit » au-delà de la mort.
En 1995, il est nommé aux Oscars et obtient un Golden Globe Award pour le film Professeur Holland de Stephen Herek, ainsi qu'une étoile au célèbre Hollywood Walk of Fame.
Depuis les années 2000, il apparaît dans de nombreuses pièces de théâtre et des longs-métrages, comme Poseidon ou W. : L'Improbable Président.

### Engagements
En 1995, Richard Dreyfuss participe à un concert au Vatican pour la commémoration de la Shoah, en présence du pape Jean-Paul II et d'Elio Toaff.

### Vie privée
Richard Dreyfuss a eu trois enfants de son premier mariage avec la productrice Jeramie Rain.
En novembre 2017, dans le contexte de l'affaire Harvey Weinstein, il est accusé de harcèlement sexuel.

## Filmographie

### Cinéma
- 1967 : La Vallée des poupées de Mark Robson : assistant metteur en scène (non crédité)
- 1967 : Le Lauréat de Mike Nichols : le voisin (non crédité)
- 1968 : The Young Runaways (en) d'Arthur Dreifuss : un délinquant
- 1969 : Hello Down There de Jack Arnold et Ricou Browning : Harold Webster
- 1973 : Dillinger de John Milius : Baby Face Nelson
- 1973 : American Graffiti de George Lucas : Curt Henderson
- 1974 : L'Apprentissage de Duddy Kravitz de Ted Kotcheff : Duddy
- 1974 : The Second Coming of Suzanne (en) de Michael Barry : Clavius
- 1975 : Inserts de John Byrum (en) : Boy Wonder
- 1975 : Les Dents de la mer de Steven Spielberg : Matt Hooper
- 1977 : Rencontres du troisième type de Steven Spielberg : Roy Neary
- 1977 : Adieu, je reste de Herbert Ross : Elliot Garfield
- 1978 : The Big Fix de Jeremy Kagan : Moses Wine
- 1979 : Othello de Joseph Papp : Iago
- 1980 : Le Concours de Joel Oliansky (en) : Paul Dietrich
- 1981 : C'est ma vie, après tout ! de John Badham
- 1984 : The Buddy System (en) de Glenn Jordan : Joe
- 1986 : Le Clochard de Beverly Hills de Paul Mazursky : David « Dave » Whiteman
- 1986 : Stand by Me de Rob Reiner : l’écrivain Gordie Lachance, adulte
- 1987 : Les Filous de Barry Levinson : Bill « BB » Babowsky
- 1987 : Étroite Surveillance de John Badham : Chris Lecce
- 1987 : Cinglée de Martin Ritt : Aaron Levinsky
- 1988 : Pleine lune sur Parador de Paul Mazursky : Jack Noah / le président Alphonse Simms
- 1989 : Deux dollars sur un tocard de Joe Pytka : Jay Trotter
- 1989 : Always de Steven Spielberg : Pete Sandich
- 1990 : Rosencrantz et Guildenstern sont morts de Tom Stoppard : l'acteur
- 1990 : Bons Baisers d'Hollywood de Mike Nichols : le docteur Frankenthal
- 1991 : Ce cher intrus de Lasse Hallström : Sam Sharpe
- 1991 : Quoi de neuf, Bob ? de Frank Oz : le docteur Leo Marvin
- 1993 : Lost in Yonkers (en) de Martha Coolidge : Louie Kurnitz
- 1993 : Indiscrétion assurée de John Badham : Chris Lecce
- 1994 : Silent Fall de Bruce Beresford : le docteur Jake Reiner
- 1995 : Professeur Holland de Stephen Herek : Glenn Holland
- 1995 : The Last Word (en) de Tony Spiridakis (en) : Larry
- 1995 : Le Président et Miss Wade de Rob Reiner : le sénateur Bob Rumson
- 1996 : James et la pêche géante de Henry Selick : le mille-pattes (voix)
- 1996 : Mad Dogs de Larry Bishop : Vic
- 1997 : Dans l'ombre de Manhattan de Sidney Lumet : Sam Vigoda
- 1998 : Drôles de Papous de Todd Holland : James Krippendorf
- 2000 : The Crew de Michael Dinner : Bobby Bartellemeo / le narrateur
- 2001 : Le Vieux qui lisait des romans d'amour de Rolf de Heer : Antonio Bolivar
- 2001 : Who Is Cletis Tout? de Chris Ver Wiel : Micah Donnelly
- 2001 : Rudolph the Red-Nosed Reindeer & the Island of Misfit Toys (en) de Bill Kowalchuk : Scoop T. Snowman (voix)
- 2004 : Silver City de John Sayles : Chuck Raven
- 2006 : Poseidon de Wolfgang Petersen : Richard Nelson
- 2008 : W. : L'Improbable Président d'Oliver Stone : Dick Cheney
- 2009 : Vacances à la grecque de Donald Petrie : Irv
- 2010 : Piranha 3D d'Alexandre Aja : Matt Boyd
- 2010 : Escroc(s) en herbe de Tim Blake Nelson : Pug Rothbaum
- 2010 : Red de Robert Schwentke : Alexander Dunning
- 2012 : Cas and Dylan de Jason Priestley : le docteur Cass Pepper
- 2013 : Paranoïa de Robert Luketic : Frank Cassidy
- 2015 : Sex Addiction (Zipper) de Mora Stephens : George Hiller
- 2018 : Le Book Club de Bill Holderman : George
- 2018 : Killing Winston Jones (cy) : Winston Jones
- 2018 : Bayou Caviar (en) de Cuba Gooding Jr. : Yuri
- 2018 : Asher de Michael Caton-Jones : Avi
- 2018 : Daughter of the Wolf (en) de David Hackl : le père
- 2019 : The Last Laugh de Greg Pritikin (en) : Buddy Green
- 2019 : Polar de Jonas Åkerlund : Porter
- 2019 : Astronaut de Shelagh McLeod : Angus Stewart
- 2021 : Crime Story (en) d'Adam Lipsius : Ben
- 2022 : Murder at Yellowstone City de Richard Gray : Edgar Blake
- 2024 : Waltzing with Brando de Bill Fishman : Seymour Kraft
- 2025 : Into the Deep de Christian Sesma : Seamus

### Télévision

#### Téléfilms
- 1971 : Untold Damage de Gardner McKay et Allan Muir
- 1972 : Two for the Money de Bernard L. Kowalski
- 1972 : Shadow of a Gunman de Joseph Hardy
- 1973 : Catch-22 de Richard Quine
- 1976 : Victoire à Entebbé (Victory at Entebbe) de Marvin J. Chomsky
- 1991 : Une affaire d'honneur (Prisoner of Honor) de Ken Russell
- 1997 : L'Appel de la forêt de Peter Svatek (voix)
- 1997 : Oliver Twist de Tony Bill
- 1999 : Le Manipulateur (Lansky) de John McNaughton
- 2000 : Point limite (Fail Safe) de Stephen Frears
- 2001 : The Day Reagan Was Shot de Cyrus Nowrasteh
- 2001 : The Education of Max Bickford (en) de Michael Fields et Rod Holcomb
- 2004 : Coast to Coast de Paul Mazursky
- 2004 : Copshop de Anita W. Addison et Joe Cacaci
- 2011 : Weeds de Jenji Kohan : Warren Schiff
- 2016 : Madoff, l'arnaque du siècle : Bernard Madoff

#### Séries télévisées
- 1964 : Karen de Earl Bellamy
- 1966 : Ma sorcière bien-aimée (saison 2, épisode 32)
- 2011 : La Grande Vallée
- 2011 : Parenthood (Gilliam T. Blount)
- 2017 : Shots Fired : Arlen Cox

## Distinctions

### Récompense
- 1978 : Oscar du meilleur acteur pour Adieu, je reste de Herbert Ross.
- 1979 : British Academy Film Award du meilleur acteur pour Adieu, je reste de Herbert Ross.

### Nominations
- 1976 : British Academy Film Award du meilleur acteur pour Les Dents de la mer (Jaws) de Steven Spielberg.
- 1988 : Golden Globe du meilleur acteur dans un film dramatique pour Cinglée de Martin Ritt
- 1995 : Oscar du meilleur acteur et au Golden Globe du meilleur acteur pour Professeur Holland

## Voix françaises
En France, Bernard Murat a été, dans les années 1970 et 1980, la première voix régulière de Richard Dreyfuss. Depuis 1989 et le film Always, Michel Papineschi est devenu sa voix française régulière.
Au Québec, Richard Dreyfuss est doublé principalement par Hubert Fielden.